# 달의 위상

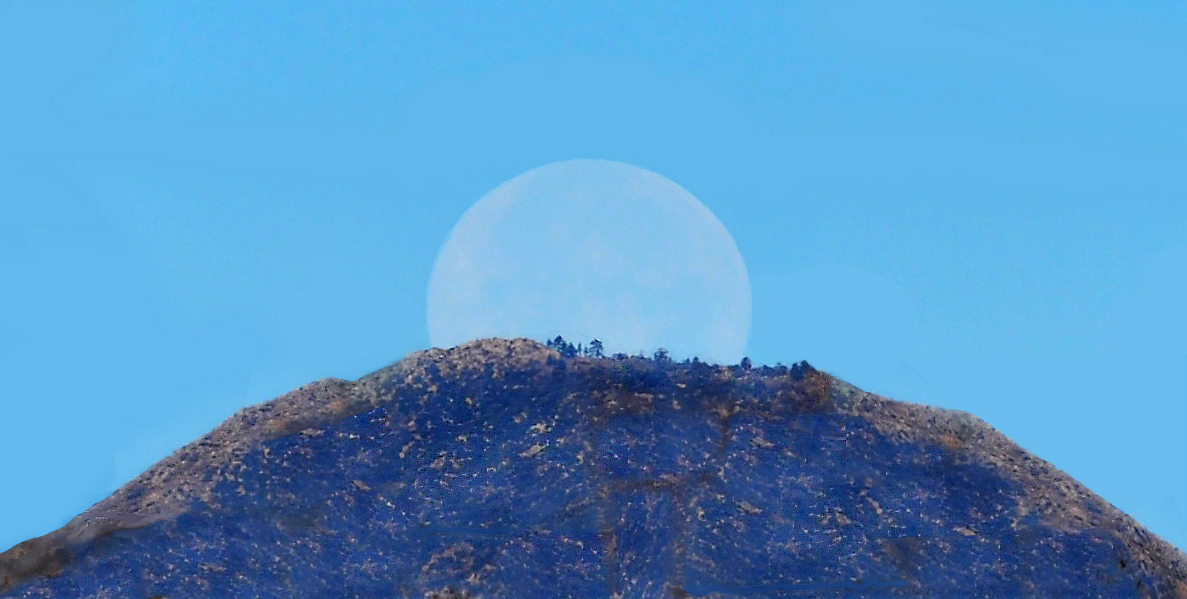

달의 위상 또는 월상(月相)은 달이 삭, 초승, 상현, 보름, 하현, 그믐으로 변화하는 위상을 말한다.
달이 차고 이지러지는 원리는 달이 스스로는 빛을 내지 않는 천체이기 때문에 태양에 비친 반구는 밝지만 반대쪽 반구는 암흑 상태가 되며, 그와 같은 달을 태양과 같은 쪽에서 바라보면 만월(滿月), 반대쪽에서 보면 신월(新月)이 되기 때문이다.
달이 공전함에 따라 신월에서 초승달이 되고, 상현(달은 첫 반달)에서 만월로 변한다. 만월이 약간 이지러진 것이 지새는 달이고, 그러고 나서 하현(나중에 뜨는 반달)을 거쳐 다시 초승달 모양으로 얇아져 다음 신월로 이어진다. 달은 언제나 같은 면을 지구로 향하고 있기 때문에 달의 바깥쪽 가운데 지점을 검은 점으로 나타내 보면 이 지점은 상현 무렵에 태양의 빛을 받게 되어 하현 무렵까지 보인다.
달의 출몰은 지구를 나타내는 접선(接線)을 그어보면 된다. 예를 들어 하현달은 밤중에 동쪽 지평선(접선) 위에 나타나고, 새벽에는 정남(正南)까지 돈다. 달의 차고 이지러짐과 출몰은 천구도를 이용하여 생각해도 된다. 천구상 달과 태양이 겹치면 신월, 달이 태양에 가까이 갈수록 얇은 초승달 모양이 되며, 초승달이 빛나는 쪽이 태양 쪽으로 향해 있다. 달이 태양에서 90°떨어진 곳이 상현 또는 하현으로, 이 경우에도 빛나는 둥근 테두리가 태양 쪽을 향하고 있다. 180°떨어졌을 때는 물론 만월이다. 초승달은 태양이 서쪽으로 지면 그 뒤를 따라가듯이 달도 기울어 가는데 이는 초승달이 오전무렵에 동쪽하늘에 뜨는 증거이다. 초승달의 호(弧)는 지평선(태양) 쪽으로 향하고 있다. 상현달은 저녁에 정남향에서 나타나 하루 지난 한밤중에 서쪽으로 진다. 보름달은 태양과 달이 정반대 방향에 있기 때문에 초저녁에는 동쪽하늘에 떠올라 한밤중을 거쳐 새벽녘이 되면 서쪽하늘로 가서 아침이 되면 진다. 또한 보름달은 여름에는 태양과 반대로 낮게 뜨고, 겨울에는 높게 뜬다.
그리고 보름달을 넘긴 지새는 달은 저녁에 태양이 지고 나서 얼마쯤 있다가 약간 이지러진 달이 동쪽에서 뜬다. 이 달은 보름달 이전과 달리 이지러진 부분이 위로 향하고 있다. 그리고 이튿날 해가 뜰 무렵 하늘이 밝아져도 여전히 서쪽 하늘에 걸려 있다. 해가 동쪽하늘에 완전히 모습을 드러낼 때에는 점점 서쪽하늘 지평선으로 내려가더니 높이 뜬 상태에는 서쪽하늘로 넘어간다. 하현달은 밤중에 동쪽 하늘에 나타나 정남향으로 돈 곳에서 일출이 된다. 호의 방향은 상현달과 반대이며, 언제나 태양이 있는 방향을 나타내고 있다. 신월 전이 되면 얇은 그믐달이 날이 새기 직전에 동쪽 지평선에서 떠오른다. 그래서 그믐달은 관측하기가 가장 힘들며, 여기에 아침이 되면 여명 속으로 사라진다.

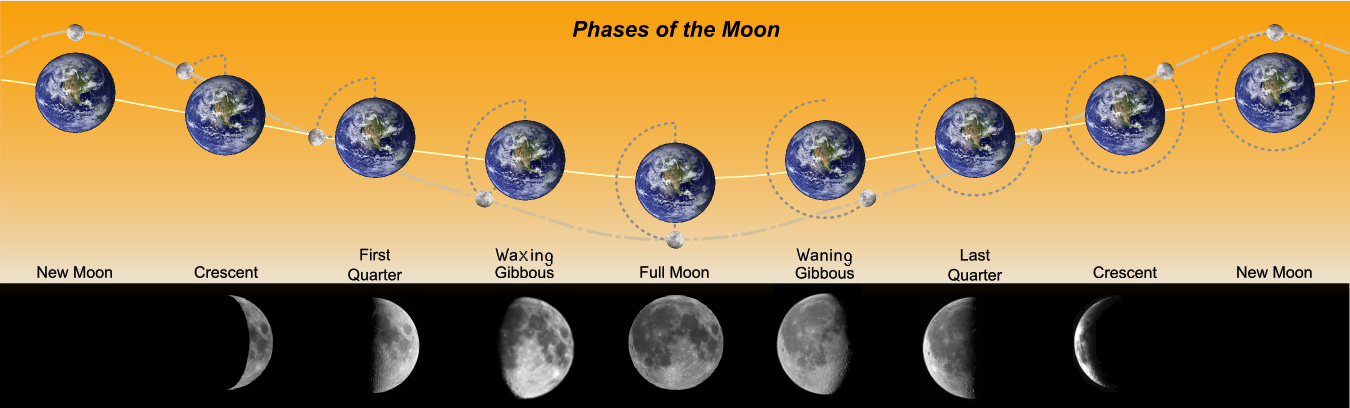
달의 위상변화

## 같이 보기
- 초승달
- 상현달
- 보름달
- 하현달
- 그믐달
- 신월